# Priscula ulai
Priscula ulai là một loài nhện trong họ Pholcidae. Loài này được phát hiện ở Venezuela.